# Reindeer Lake (Südgeorgien)
Der Reindeer Lake (englisch für Rentiersee) ist ein See auf Südgeorgien im Südatlantik. Auf der Barff-Halbinsel liegt er inmitten des Reindeer Valley zwischen der Godthul und der Sandebugten.
Das UK Antarctic Place-Names Committee benannte ihn 2014 nach den 1909 in dieses Gebiet Südgeorgiens eingeschleppten Rentieren.